# Zisterzienserinnenabtei Epinlieu
Die Zisterzienserinnenabtei Epinlieu war von 1216 bis 1796 ein Kloster der Zisterzienserinnen in Mons, Provinz Hennegau, in Belgien.

## Geschichte
Die selige Beatrix von Lens stiftete 1216 in Ghlin vor den Toren von Mons am Fluss Haine das Kloster Epinlieu („Dornenort“, nach einer Reliquie aus der Dornenkrone Christi). 1677 wurden die Klostergebäude aus kriegstechnischen Gründen aufgegeben und in ein Fort verwandelt. Die Nonnen ließen sich innerhalb der Stadt Mons nieder (in der Rue des Cinq Visages, heute Musikschule). Im Zuge des Vordringens der Französischen Revolution wurde das Kloster 1796 geschlossen.